# Let It Be (Lied)
Let It Be (englisch für ‚Lass es geschehen‘, ‚Lass es [einfach gut] sein‘) ist ein 1969 entstandenes Lied der britischen Band The Beatles, das 1970 als Single und auf ihrem zwölften gleichnamigen Studioalbum veröffentlicht wurde. Es wurde von Paul McCartney komponiert, allerdings wurde es wie üblich dem Copyright Lennon/McCartney zugeschrieben.

## Entstehung und Textrezeption
Paul McCartney schrieb Let it Be 1968 während der Aufnahmen zum Album The Beatles. Let it be ist ein Idiom und bedeutet „Lass es geschehen“. McCartney verarbeitete in seinem Text die Querelen, die zwischen den Bandmitgliedern seinerzeit herrschten. Der Text führte zu Spekulationen darüber, ob es sich bei dem Lied um eine Hymne an Maria, die Mutter Jesu, handeln könnte. Erst später äußerte McCartney, dass er in dieser für ihn schwierigen Zeit einen Traum gehabt habe, in dem ihm seine früh verstorbene Mutter Mary erschienen sei. Im Traum soll sie zu ihm gesagt haben, dass alles gut werden würde. Dies habe ihm viel Halt gegeben.

“Yeah, I had a lot of bad times in the 60s. We used to lie in bed and wonder what was going on and feel quite paranoid. Probably all the drugs. I had a dream one night about my mother. She died when I was fourteen so I hadn’t really heard from her in quite some while, and it was very good. It gave me some strength. In my darkest hour, Mother Mary comes to me.”

„Ja, ich hatte eine Menge schlechter Zeiten in den 60ern. Wir lagen oft im Bett, haben uns gefragt, was los ist, und fühlten uns ziemlich paranoid. Wahrscheinlich wegen der ganzen Drogen. Eines Nachts hatte ich einen Traum von meiner Mutter. Sie starb, als ich 14 war, also hatte ich eine ganze Weile eigentlich nichts von ihr gehört, und es war sehr gut. Er gab mir etwas Kraft. In meiner dunkelsten Stunde kommt Mutter Mary zu mir.“

Später fiel McCartney ein, dass auch die Hamlet-Textstelle “O, I could tell you – But let it be – Horatio, I am dead” unbewusst eine Rolle gespielt haben kann.
John Lennon mochte Let it Be nicht besonders und sagte 1980 dazu: „Das ist Paul. Was kann man dazu sagen? Es hat nichts zu tun mit den Beatles. Es hätte Wings sein können. Ich weiß nicht, was er dachte, als er Let it Be schrieb. Ich denke, es wurde von Bridge over Troubled Water inspiriert.“
Let It Be wurde die letzte Single-A-Seite der Beatles vor ihrer Trennung im April 1970 und wurde auch als Titel für ihr letztes Album und den gleichnamigen Film verwendet.

## Aufnahme
Die ersten Aufnahmen des Liedes Let It Be erfolgten am 5. September 1968 während der Aufnahmen zum Album The Beatles, bei dieser Version handelt es sich aber um eine Jamsession.
Während der Aufnahmen zum Film Let It Be wurde das Lied am 3., 8., 9. und 10. Januar 1969 in den Twickenham Film Studios auf Nagra-Tonbändern in Mono aufgenommen.
In den Londoner Apple Studios wurde Let It Be ab dem 25. Januar 1969 mit dem Produzenten George Martin aufgenommen. Glyn Johns war der Toningenieur der Aufnahmen. Weitere Aufnahmen erfolgten am 26., 27., 29. und 31. Januar 1969. Am 31. Januar wurden neun Takes eingespielt, insgesamt wurden 28 Takes aufgenommen. Die Beatles entschieden sich für Take 27 als finale Version. Bei der ursprünglichen Version übernahm Paul McCartney die Hauptstimme, während John Lennon und George Harrison Harmoniegesang beisteuerten. McCartney spielte auf einem Blüthner-Flügel, Lennon spielte sechssaitigen E-Bass (Fender VI) und Harrison spielte die Leadgitarre. Als Gastmusiker wirkte Billy Preston mit, der Hammondorgel spielte.
Ein neues Gitarrensolo von George Harrison wurde als Overdub am 30. April 1969 in den Londoner Abbey Road Studios (Studio 3) mit dem Produzenten Chris Thomas aufgenommen. Jeff Jarratt war der Toningenieur der Aufnahmen.
Im April und Mai 1969 stellte Glyn Johns in den Olympic Sound Studios die erste Fassung des Albums Get Back fertig, auf diesem befindet sich eine Studio-Version vom 31. Januar mit den Overdub vom 30. April von Let It Be. Die Beatles waren mit der Version des Albums nicht einverstanden.
Weitere Overdubs wurden am 4. Januar 1970 in den Abbey Road Studios (Studio 2) mit dem Produzenten George Martin aufgenommen. Phil McDonald war der Toningenieur der Aufnahmen. Der 4. Januar 1970 war die letzte Aufnahmesession der Beatles als Gruppe. Die 13-stündige Aufnahmesession dauerte zwischen 14:30 und 4 Uhr. An der Aufnahme der Lieder nahm John Lennon, der bereits nach Abschluss der Arbeiten an Abbey Road inoffiziell aus der Band ausgetreten war, daher nicht mehr teil. Er befand sich mit seiner Frau Yoko Ono im Urlaub in Dänemark. Neben einem erneuten Gitarrensolo von Harrison wurden die Bläser- und Streicherarrangements aufgenommen, die von George Martin stammen. McCartney hatte die Idee, den letzten Ton von Let It Be einmal zu oktavieren. Er versuchte dies zu singen, aber die Note lag außerhalb seines Stimmumfangs. Also bat er seine Frau Linda, diesen Ton zu singen. Bei den Overdub-Aufnahmen am 4. Januar 1970 unterstützte Linda dann McCartney und Harrison bei den Backing Vocals. Weiterhin wurde Ringo Starrs Schlagzeugspiel neu eingespielt und McCartney fügte Maracas hinzu. Außerdem spielte McCartney eine neue Bass-Spur ein, die Lennons Aufnahme ersetzte.
Am 4. Januar erfolgte auch die Stereoabmischung mit Harrisons Gitarrensolo vom 30. April 1969, die auch am 6. März 1970 als Single-A-Seite veröffentlicht wurde.
Am 5. Januar 1970 wurde die zweite Fassung vom Get Back-Album von Glyn Johns in den Olympic Sound Studios hergestellt, auf dieser befindet sich ebenfalls die Let It Be-Version vom 31. Januar 1969 mit den Overdubs vom 30. April, aber ohne die Overdubs vom 4. Januar 1970. Auch diese Version des Albums von Glyn Johns wurde von den Beatles abgelehnt.
Im März 1970 erhielt Phil Spector von John Lennon, George Harrison und Allen Klein den Auftrag, das Album endgültig fertigzustellen. Am 26. März 1970 mischte Spector in den Abbey Road Studios mit Hilfe des Toningenieurs Peter Brown das Lied Let It Be neu ab: Ringo Starrs Schlagzeugsound wurde mit Hall- und Echoeffekten versehen, das Orchesterarrangement wurde stärker hervorgehoben. Ferner wurde das Gitarrensolo vom 4. Januar 1970 und nicht vom 30. April 1969 verwendet. Darüber hinaus wurde das Lied künstlich verlängert.
Besetzung
- John Lennon: Hintergrundgesang, Bass (Fender VI)
- Paul McCartney: Klavier, E-Bass, Maracas (4. Januar 1970), Gesang, Hintergrundgesang (4. Januar 1970)
- George Harrison: Leadgitarre (30. April 1969 und 4. Januar 1970), Hintergrundgesang (4. Januar 1970)
- Ringo Starr: Schlagzeug (4. Januar 1970)
- Billy Preston: Hammondorgel
- Linda McCartney: Hintergrundgesang (4. Januar 1970)
- nicht aufgeführte Musiker: 2 Trompeten, 2 Posaunen, 1 Saxofon, Cello-Begleitung (4. Januar 1970)

## Veröffentlichungen
- Am 6. März 1970 wurde die Single Let It Be (Singleversion) / You Know My Name (Look Up the Number) veröffentlicht. Hierbei handelt es sich um den am 31. Januar 1969 aufgenommenen Take 27 von Let it Be mit dem am 30. April aufgenommenen Gitarrensolo von George Harrison.[4] Diese Version wurde in den folgenden Jahren auch auf den folgenden Kompilationsalben veröffentlicht:

- 1967–1970 (1973)
- The Beatles Ballads (1980)
- 20 Greatest Hits (US-Version) (1982)
- Past Masters (1988)
- 1 (2000) veröffentlicht.

- Am 8. Mai 1970 erschien in Deutschland das 17. Beatles-Album Let It Be, auf dem Let It Be in der Albumversion enthalten ist. In Großbritannien wurde das Album ebenfalls am 8. Mai veröffentlicht, dort war es das 13. Beatles-Album. Dabei handelt es sich um den am 31. Januar aufgenommenen Take 27. allerdings mit dem am 4. Januar 1970 aufgenommenen Gitarrensolo von George Harrison. In den USA erschien das Album zehn Tage später, am 18. Mai 1970,[9] dort war es das 20. Album der Beatles.
- Am 25. Oktober 1996 wurde das Kompilationsalbum Anthology 3 veröffentlicht, auf dem sich Take 1 von Let It Be befindet. Dieser Take wurde am 25. Januar 1969 aufgenommen. Die Dialoge vor und nach dem Lied stammen vom 31. Januar 1969.[10]
- Für das Album Let It Be… Naked, das am 14. November 2003 erschien, wurde die von Spector abgemischte Version von Let it Be von Allan Rouse, Paul Hicks und Guy Massey neu abgemischt. Bei der Neuabmischung wurde auch auf das Orchesterarrangement von George Martín verzichtet. Außerdem wurden Teile des Takes 28 in diesen Mix eingefügt.[4]
- Am 6. November 2015 wurde das Album 1 zum zweiten Mal wiederveröffentlicht. Bei dieser Version wurden die Lieder von Giles Martin und Sam Okell in den Abbey Road Studios neu abgemischt. Bei Let-It-Be wurde die Stereoanordnung einiger Instrumente verändert.[11][12]
- Am 9. November 2018 erschien die 50-jährige Jubiläumsausgabe des Albums The Beatles (Super Deluxe Box). Auf dieser befindet sich eine bisher unveröffentlichte Version von Let It Be in Form einer Jamsession vom 5. September 1968. Hierbei handelt es sich um die älteste bekannte Aufnahme des Liedes.[13]
- Am 15. Oktober 2021 erschien die Jubiläumsausgabe für das Album Let it Be. Auf den Deluxe-Editionen des Albums wurde der Take 10 des Liedes vom 26. Januar 1969 auf der zweiten LP/CD veröffentlicht. Der Take 28 vom 31. Januar befindet sich auf der dritten LP/CD. Auf der vierten LP/CD der Deluxe-Edition befindet sich der von Glyn Johns aus dem Take 27 vom 31. Januar erstellte Mix. Die 2021 neu abgemischte Single Version befindet sich auf der fünften LP.[4]
- Am 10. November 2023 wurde das Kompilationsalbum 1967–1970 erneut veröffentlicht. Auf diesem befindet sich Let It Be in der von Giles Martin und Sam Okell 2021 neu abgemischten Version.
- Auf den Livealben von Paul McCartney Tripping the Live Fantastic (1990), Back in the U.S. (2002), Back in the World (2003), Good Evening New York City (2009), und Amoeba Gig (2019) befinden sich jeweils Liveversionen von Let It Be.

## Kommerzieller Erfolg

### Chartplatzierungen
| ChartsChartplatzierungen       | Höchstplatzierung | Wochen/ Monate |
| ------------------------------ | ----------------- | -------------- |
| Deutschland (GfK)              | 2 (4,5 Mt.)       | 4,5 Mt.        |
| Österreich (Ö3)                | 1 (6 Mt.)         | 6 Mt.          |
| Schweiz (IFPI)                 | 1 (17 Wo.)        | 17 Wo.         |
| Vereinigte Staaten (Billboard) | 1 (14 Wo.)        | 14 Wo.         |
| Vereinigtes Königreich (OCC)   | 2 (18 Wo.)        | 18 Wo.         |

| ChartsJahrescharts (1970)      | Platzierung |
| ------------------------------ | ----------- |
| Deutschland (GfK)              | 6           |
| Österreich (Ö3)                | 4           |
| Schweiz (IFPI)                 | 4           |
| Vereinigte Staaten (Billboard) | 9           |

### Auszeichnungen für Musikverkäufe
| Land/Region                  | Auszeichnungen für Musikverkäufe (Land/Region, Auszeichnung, Verkäufe) | Verkäufe                                |
| ---------------------------- | ---------------------------------------------------------------------- | --------------------------------------- |
| Brasilien (PMB)              | Gold                                                                   | 30.000                                  |
| Dänemark (IFPI)              | Gold                                                                   | 45.000                                  |
| Deutschland (BVMI)           | Gold                                                                   | 250.000                                 |
| Frankreich (SNEP)            | Gold                                                                   | 100.000                                 |
| Italien (FIMI)               | Platin                                                                 | 70.000                                  |
| Neuseeland (RMNZ)            | 2× Platin                                                              | 60.000                                  |
| Spanien (Promusicae)         | Platin                                                                 | 60.000                                  |
| Vereinigte Staaten (RIAA)    | 2× Platin                                                              | 2.000.000                               |
| Vereinigtes Königreich (BPI) | 2× Platin (Download)                                                   | 250.000 (Original) 1.200.000 (Download) |
| Insgesamt                    | 4× Gold · 8× Platin ·                                                  | 4.065.000                               |

## Coverversionen (Auswahl)
Es wurden über 550 Coverversionen von Let It Be, das die Band The Beatles nie live vor Publikum gespielt hat, veröffentlicht.
- Joe Cocker spielte das Lied 1969 für sein Album Joe Cocker! ein.
- José Feliciano sang es 1970 auf seinem Album Fireworks.
- Aretha Franklin spielte es 1970 für ihr Album This Girl’s in Love with You ein. Die Veröffentlichung vom 15. Januar 1970 lag noch vor der ersten Veröffentlichung der Beatles-Single.[24][25]
- Manfred Krug sang es 1971 auf einer Konzerttournee mit der Klaus-Lenz-Band, wovon es einen Mitschnitt aus dem Hygienemuseum (Dresden) gibt.[26]
- Tina Turner interpretierte das Lied 1971 in einem Arrangement von Ike Turner auf dem Album Workin’ Together.
- John Denver sang es 1971 auf seinem Album Poems, Prayers & Promises.
- Bill Withers nahm Let It Be 1971 für sein Album Just as I Am auf.
- Joan Baez nahm das Lied 1971 für ihr Album Blessed Are… auf.
- Ray Charles sang es 1977 auf seinem Album True to Life.
- Ferry Aid hat Let It Be 1987 anlässlich eines Fährunglücks aufgenommen, bei dem fast 200 Menschen starben.
- The Kelly Family nahm es 1993 für ihr Album The Very Best Over 10 Years auf.
- Nick Cave nahm es 2001 für den Soundtrack zu dem Film Ich bin Sam auf.
- Thomas Godoj sang 2008 den Song in der Castingshow Deutschland sucht den Superstar und veröffentlichte die Coverversion auf seinem Debütalbum Plan A!
- Chris de Burgh nahm es 2011 für das Album Footsteps 2 auf.
- Like A Storm nahm es 2020 für das Album  Let it be auf.
- Dolly Parton nahm Let It Be 2023 mit Paul McCartney, Ringo Starr, Mick Fleetwood und Peter Frampton für ihr Album Rockstar auf.[27]